# Никола Ненадовић
Никола Ненадовић српски је рагбиста, који тренутно игра рагби 15 за Партизан.

## Рагби каријера
Поникао је у  Партизану. У млађим селекцијама тренирали су га тренери Жеравица и Бабић. Игра у трећој линији мелеа.

## Успеси са екипом
Државни првак Србије у рагбију 15 са Партизаном 2018, 2019, 2020, 2021. Освајач је националног Купа Србије у рагбију 15 са Партизаном 2015, 2019, 2021.

## Приватан живот
По занимању је туристички водич и пропутовао је Европу. Религиозан је и често посећује манастире на простору бивше Југославије.